# الخباخب (المضاربة والعارة)

تعديل مصدري - تعديل

الخباخب هي إحدى قرى عزلة العارة بمديرية المضاربة والعارة التابعة لمحافظة لحج، بلغ تعداد سكانها 87 نسمة حسب تعداد اليمن لعام 2004.